# Au pair (dokumentarfilm)
 For alternative betydninger, se Au pair (flertydig). (Se også artikler, som begynder med Au pair)
Au pair er en dansk dokumentarfilm fra 2011 instrueret af Heidi Kim Andersen og Nicole N. Horanyi.

## Handling
I filmen møder vi 3 unge filippinske kvinder med hver sin grund til at rejse hjemmefra og med hver deres drømme om fremtiden. De tre kvinders historier flettes sammen i én fortælling om et komplekst verdensbillede, hvor rig og fattig udnytter hinanden og hvor følelser og penge gensidigt korrumperer.